# 三明治女孩的逆襲
《三明治女孩的逆襲》（英語：Between），2018年三立華人電視劇週日十點檔系列的第四十三部作品。由張立昂、葉星辰、林子閎、邵翔、廖奕琁領銜主演，大川大立數位影音公司製作，本劇獲得中華民國文化部106年度電視節目製作補助案第二梯次連續劇類補助1,000萬元。於2018年3月13日開鏡，並舉辦男女主角卡司發布會，3月21日舉行第二波卡司發佈會，4月12日於台視舉辦首映會，7月23日殺青。台視於4月15日晚上10點首播。三立都會台於4月21日晚上10點播出，劇末播出幕後花絮《三明治女孩@不加班Party》播放漏網鏡頭，戲末後會在Vidol影音頻道上傳播出，接檔《已讀不回的戀人》。

## 播出時間

### 首播
| 頻道/影音             | 所在地                      | 播出日期       | 播出時間                  |
| --------------------- | --------------------------- | -------------- | ------------------------- |
| 台視綜合台            | 臺灣                        | 2018年4月15日  | 每週日 22:00－23:30       |
| Vidol                 | 臺灣                        | 2018年4月15日  | 每週日 23:30上架          |
| 愛奇藝                | 臺灣                        | 2018年4月16日  | 每週一 00:00上架          |
| 三立都會台            | 臺灣                        | 2018年4月21日  | 每週六 22:00－23:30       |
| LINE TV               | 臺灣                        | 2018年7月16日  | 每週一 00:00上架          |
| viki                  | 歐洲 · 美洲 · 印度 · 新西兰 | 2018年4月15日  | 每週日 24:00上架          |
| 華語劇台              | 香港                        | 2018年5月26日  | 每週六 13:00－14:30       |
| 쿠키건강TV            |                             | 2018年12月14日 | 每週六至週日 0:00 - 01:30 |
| home drama            | 日本                        | 2019年1月17日  | 每週四 01:15 - 02:15      |
| Astro GO VOD          | 马来西亚                    | 2019年1月30日  | 全套劇集上架              |
| Astro雙星 Astro雙星HD | 马来西亚                    | 2019年9月30日  | 每日 17:00－18:00         |
| HUB都會台             | 新加坡                      | 2019年3月17日  | 每週日 22:00－23:30       |

### 重播
| 頻道       | 所在地 | 播出日期      | 播出時間                  |
| ---------- | ------ | ------------- | ------------------------- |
| 臺視綜合台 | 臺灣   | 2018年4月21日 | 每週六 23:45－01:20       |
| 臺視綜合台 | 臺灣   | 2018年4月22日 | 每週日 13:00－14:30       |
| 三立都會台 | 臺灣   | 2018年4月22日 | 每週日 18:30－20:00       |
| 三立都會台 | 臺灣   | 2018年4月27日 | 每週五 22:00－23:30       |
| 三立都會台 | 臺灣   | 2018年4月28日 | 每週六 18:30－20:00       |
| 三立都會台 | 臺灣   | 2018年5月4日  | 每週五 17:00－18:30       |
| 三立都會台 | 臺灣   | 2019年3月13日 | 每週一至週五 20:00－21:00 |
| 三立都會台 | 臺灣   | 2019年3月14日 | 每週二至週六 00:00－01:00 |
| 三立都會台 | 臺灣   | 2019年3月14日 | 每週一至週五 13:00－14:00 |
| 三立都會台 | 臺灣   | 2019年3月14日 | 每週一至週五 18:00－19:00 |
| 華語劇台   | 香港   | 2018年5月26日 | 每週六 16:30－18:00       |
| 華語劇台   | 香港   | 2018年5月26日 | 每週六 20:00－21:30       |
| 華語劇台   | 香港   | 2018年5月26日 | 每週六 23:30－01:00       |

## 劇情大綱
三明治女孩夾縫中求生存，一邊是上下夾殺的職場生態，一邊是左右兩難的家庭與感情生活，一場屬於三明治女孩的逆襲就此展開....
一個上任47天的菜鳥主管─蘇筱青（葉星辰飾），活生生變成了一位「三明治女孩」，以為要當夾心一輩子的筱青，卻因為公司空降了一個新執行長─駱承凱（張立昂飾），讓她在工作中跳級成長；而原本再平凡不過的日常，也因為樓上搬來了一位浮誇的新房東─瞿子峻（林子閎飾），讓她進入意想不到的生活...

## 演員列表

### 主要演員
| 演員   | 角色   | 介紹 | 登場集數          |
| 張立昂 | 駱承凱 | 35歲，La'favz拉斐茲前任執行長→吐司店股東兼去柬埔寨幫助人圓夢，蘇筱青的前上司和前男友，顧照軒的好友。說話果斷有自信，是個工作狂，私底下卻喜歡園藝，還是個超人控，而且常跟超人玩偶對話。是位帥哥 ，從小聰穎過人，所以年紀輕輕就讓各大企業都想挖角進公司，而有了「企業醫生」這個名號，不管是在外貌或是事業，都是女性們口中的「移動式費洛蒙」。在職場上，看似冷血無情，為了目的不擇手段，說話又很直接，而被下屬們在背後偷偷稱為「瘋馬」，但其實是一個很細心的人，私底下也很溫暖。大學時期曾經喜歡一位女生陳樂妍，也因為她，所以在感情上一直以來都是被動，直到遇見了蘇筱青，才打開自我，跟她告白，但後來因為樂妍賣掉拉斐茲，而和蘇筱青吵架，甚至和蘇筱青分手，分手後幫助三明治店調整營業方式。最後前往柬埔寨兩年幫助一群年輕人完成造鎮計畫，出國前在機場遇到子峻，兩人聊天後，從情敵的關係變成朋友。 | 全劇              |
| 葉星辰 | 蘇筱青 | 29歲，La'favz拉斐茲營銷部組長→Mini Me執行長，駱承凱前特助兼前女友，利莉安的室友和閨蜜，個性善良體貼。 出社會三年多終於不再是「小資族」，有了一點點的存款，所以比起期待男人送禮物，更喜歡自己用努力賺來的錢買東西，而夢想是能搭上遊輪旅遊、到冰島看極光跟在台中買下一間套房。因為升職成為營銷部主管，讓生活被工作、家庭、朋友佔滿，兩邊來的壓力，使自己成為標準的「三明治女孩」，而愛情，在身邊根本沒有什麼男性，除了比自己小的二房東瞿子峻，還有冷血上司駱承凱。對於駱承凱賣拉斐茲不滿，而和駱承凱吵架，後協助韓知心自創品牌Mini Me，並成為執行長，因此想要在事業上獨立，希望駱承凱能給自己失敗的經驗，並且不再依賴駱承凱，於是決定忍痛跟他分手，但心裡還是很愛駱承凱，最終還是沒決定對承凱、子峻的感情。                                                                                       | 全劇              |
| 林子閎 | 瞿子峻 | 27歲，到處探險的攝影師→La'favz拉斐茲專屬攝影師→去紐約藝術村駐展，蘇筱青的房東。 瀟灑自戀，熱愛自由的享樂主義者，工作時總是放著超大聲的音樂，會做出誇張的肢體語言，被稱「攝影界的過動兒」，認為生命就是要浪費在美好的事物上，看似樂觀，但想起當年被父母拋棄，就會有過度換氣的症狀。Fifi喜歡的對象，但自己喜歡的卻是筱青，不料出現了情敵駱承凱，但還是鼓起勇氣跟蘇筱青告白，雖然最終被拒絕，但是聽到蘇筱青和駱承凱分手心裡很開心。最終決定舉辦攝影展，並被邀請前往紐約藝術村駐村，出國前在機場遇到承凱，兩人聊天後，從情敵的關係變成朋友。 | 1,3-18            |
| 邵翔   | 顧照軒 | 36歲，成衣廠負責人→Mini Me創辦人兼總經理，韓知心的丈夫，童芷瑜的前夫，駱承凱的好友，暖心成熟，魅力十足的大叔。 因為工作而與韓知心認識，兩人一拍即合，感情也很穩定，卻因為前女友帶著一個五歲的兒子出現在面前，打亂了人生的節奏，被知心發現有小孩後，與知心分手，後來用誠意打動了知心而復合。一直想跟知心求婚，卻失敗，找了筱青跟承凱幫忙，最後在遊輪上舉行婚禮。韓知心離開拉斐茲後，建議韓知心自創品牌。 | 1-6,8,11-14,16-18 |
| 廖奕琁 | 韓知心 | 32歲，綽號Vannessa，La'favz拉斐茲設計部服裝設計師→Mini Me創辦人兼服裝設計師，顧照軒的妻子，童宥如的繼母。漂亮有自信，散發著迷人風采。 從來都不追隨流行，認為自己的品味最獨特，好勝心強也很愛面子，無論工作跟愛情，都要成為勝利的那一者。發現照軒有小孩後，與他分手。有漸凍人基因，被照軒的心意打動跟他復合，並且答應顧照軒的郵輪婚禮。拉斐茲出售後辭職，在顧照軒的提議下決定自創品牌。 | 1-6,8-18          |

### 其他演員
| 演員   | 角色   | 介紹 | 登場集數       |
| 鄭家榆 | 萬貴妃 | 46歲，綽號Fei，La'favz拉斐茲品牌創意總監，宋弘德之妻、亞欣之母。精明能幹的女強人。工作幾乎占據了所有時間，讓事業和家庭逐漸失衡，家庭雖然是努力賺錢的原因，但全心全意投入工作，而離幸福越來越遠，直到亞欣離家出走，才理解家庭的重要，決定請長假全家出國旅遊，回國後決定辭職，好好的陪伴家人，並建議承凱買下拉斐茲。 | 1-11,15        |
| 林煒   | 宋弘德 | 萬貴妃之夫，亞欣之父，是個家庭主夫。 | 3-4,9-11       |
| 海裕芬 | 蔣美雲 | 駱承凱的私人特助，表格控，講求效率與精準。與承凱有如家人一般親近與信任，可以說是閨蜜般的感情，承凱無論到哪家公司都會跟著，幫承凱打理公司大小事。在蘇筱青面前被駱承凱叫小阿姨，以掩飾是承凱特助的身份。 | 1,8-9,15(聲音) |
| 林思宇 | 利莉安 | 29歲，吐司店老闆娘，王子仁的女友，蘇筱青的室友兼閨蜜。希望筱青可以找到幸福，常和王子仁在筱青面前放閃，但也常因為王子仁和來店用餐的女客人談笑風生而吃醋。因為三明治店經營不善，並且在子峻的幫助下，找駱承凱協助改變營業方式。                                                                                       | 1-10,12-18     |
| 張洛偍 | 王子仁 | 29歲，吐司店老闆，利莉安的男友，個性樂觀、善良，雖然常和利莉安鬥嘴，但兩人感情還是很好。廚藝不錯，包辦家中的伙食。因為三明治店經營不善，在子竣的幫助下，找駱承凱協助改變營業模式。 | 1-10,12-18     |
| 郭彥甫 | 賈柏斯 | 35歲，La'favz拉斐茲營銷部經理，筱青的直屬主管。是個爭功諉過的人，經常貪圖方便，要筱青替自己做東做西，內容經常超過了工作的範圍。曾經很熱血，但拉斐茲越做越大，為了生存，而就有不做就不會錯的念頭。 | 1-16,18        |
| 劉紀範 | Summer | 本名張立夏，La'favz拉斐茲設計部服裝設計師，韓知心的競爭對手，對於時尚趨勢很瞭解，與知心相反。在拉斐茲轉賣後跳槽。 | 1-2,8-10       |
| 臧芮軒 | 林艾莎 | 27歲，綽號Elsa，La'favz拉斐茲營銷部專員，企圖心強、野心勃勃，與米寶入職的時間相近，很有自信的認為工作能力比整天挨罵的蘇筱青強，也因此會在暗中耍心機設計筱青扯後腿，來突顯筱青的能力不足，後來與蘇筱青解開心結。 | 1-16           |
| 黃妤榛 | Melody | 29歲，本名楊子菁，La'favz拉斐茲電商部經理→Mini Me設計網站工程師，對自己以外的事物都不感興趣，對萬貴妃義氣相挺，所以視新任執行長駱承凱為敵。 | 全劇           |
| 吳季璇 | 吳米寶 | 25歲，綽號RiceBaby，La'favz拉斐茲營銷部專員→Mini Me市場行銷分析師，個性天真可愛，卻總是出包，是公司的小迷糊，很崇拜筱青，總是跟在她的屁股後面。 | 全劇           |
| 顏永烈 | 查理   | 30歲，綽號Charlie，La'favz拉斐茲倉儲部經理，做事極度細心，但有點小潔癖，生活講究質感，是筱青在公司唯一能訴苦的垃圾桶。 | 1-16           |
| 方大緯 | Eason  | 30歲，La'favz拉斐茲系統工程師，科技宅男，經常因為話題而無法與同事們搭上話，因此感到孤單，只有當大家對於3C發生棘手問題時，才能找到屬於自己的存在感。 | 1-16           |
| 許珊綺 | 劉若亞 | 綽號Zoe，La'favz拉斐茲設計部助理。在拉斐茲轉賣後跟隨Summer跳槽。 | 1-5,8-9        |
| 蔡祥   | 王凱蒂 | 綽號Katie，La'favz拉斐茲設計部助理。 | 1-5            |
| 徐苡嫚 | 徐巧巧 | 綽號Barbie，La'favz拉斐茲行政總務。 | 1-2            |
| 陳璿宇 | 阿甘   | 瞿子峻的助理兼好友。 | 1,3-4,7-8      |

### 客串演員
| 演員   | 角色   | 介紹 | 登場集數       |
| 陳志強 | 邱總   | GB公司總經理。 | 1              |
| 游艾迪 | 安娜   | 酒吧調酒師，會算塔羅牌。 | 2-3,5,14       |
| 穆姸妤 | 張小姐 | 盜版La'favz拉斐茲服裝的受害者 | 2              |
| 蘇小軒 | FiFi   | 百萬IG網紅模特，La'favz拉斐茲代言人。喜歡瞿子峻，自以為是子峻的女友，黏著他不放，但子峻一點都不喜歡。                                     | 3,6-8          |
| 比比   | 童宥如 | 5歲，綽號宥宥，從母姓，顧照軒、童芷瑜的兒子，韓知心的繼子 與父親照軒的感情很好。有次去醫院見母親芷瑜時，感到很開心。                      | 3-6,8,11-14,16 |
| 邱苡媃 | 宋亞欣 | 宋弘德、萬貴妃之女。 | 4,10-11        |
| 馬國賢 | 蘇日順 | 羅愛佳之前夫，蘇筱青之父。 | 4              |
| 高慧君 | 羅愛佳 | 溫叔叔的妻子，蘇日順之前妻、蘇筱青、溫庭欣之母。                                                                                          | 6,13,16,18     |
| 魯文學 | 駱大平 | 駱承凱之父。 | 6,16           |
| 丁也恬 | 吳淑慧 | 駱承凱之母。 | 6,16           |
| 薛子騛 | 溫叔叔 | 羅愛佳再婚丈夫，蘇筱青之繼父、溫庭欣的之父。                                                                                              | 6              |
|        | 溫庭欣 | 溫叔叔、羅愛佳之女、蘇筱青同母異父之妹。                                                                                                  | 6              |
| Matzka | 瑪斯卡 | 大師，教破除水逆祭改舞。 | 6(電視)        |
| 傅雷   | 董事長 | La'favz拉斐茲的董事長，陳樂妍之父。 | 7,11,14-15     |
|        | 陳母   | 陳樂妍之母。 | 11,14          |
| 袁詠琳 | 陳樂妍 | La'favz拉斐茲的千金大小姐，在大學時與承凱相識，並被承凱暗戀，回到拉斐茲找承凱，但承凱與筱青已經成為情侶。最後為了自己的爸爸把拉斐茲賣掉。 | 11-15,17       |
| 張熙恩 | 童芷瑜 | 童宥如之母，顧照軒之前妻，隱瞞照軒、宥宥一個人去化療。                                                                                    | 11-14,16       |
| 陳曉旻 | 護理師 | 長安醫院的護理師。 | 11-12,16       |
| 陳獻   | 瞿子豪 | 瞿子峻之大哥。最後一集和子峻撕破臉。 | 14-16,18       |
| 楊烈   | 瞿大風 | 瞿子峻之爺爺。在最後一集過世。 | 14-16,18       |
|        | 瞿子正 | 瞿子峻的之二哥。 | 14-15,18       |
|        | 瞿子安 | 瞿子峻之三哥。 | 14-15,18       |

## 電視劇歌曲
| 曲別   | 歌名                 | 演唱者             | 作詞                           | 作曲                   |
| 片頭曲 | 三明治女孩           | 江美琪             | 天樂                           | 張立昂                 |
| 片尾曲 | Still Love You       | 張立昂             | 張立昂、黃仲麟                 | 張立昂                 |
| 插曲   | 星空左右             | 張立昂             | 張立昂                         | 張立昂                 |
| 插曲   | 我們之間 Between Us  | 張立昂、林子閎     | 張立昂、黃仲麟                 | 張立昂                 |
| 插曲   | 不是時候             | 江美琪             | 王艷薇、Cousin Fung、吳易緯    | 王艷薇、Cousin Fung    |
| 插曲   | 要不要               | 戴愛玲             | 蕭賀碩、陳海維、方炯嘉、鄭如川 | 陳海維、方炯嘉、鄭如川 |
| 插曲   | 早晨瑜伽             | Matzka Feat.小S    | Matzka、梁嘉銘(寶爺)           | Matzka、ARI 阿瑞       |
| 插曲   | 黏黏                 | 周興哲 Feat.許瑋甯 | 吳輝福、徐世珍                 | 周興哲                 |
| 插曲   | 我好想好想你         | 蕭秉治             | 蕭秉治                         | 蕭秉治                 |
| 插曲   | 姓名                 | 楊士弘             | 楊士弘                         | 楊士弘                 |
| 插曲   | I See You Everywhere | 周興哲             | 周興哲                         | 周興哲                 |

## 各集標題
| 集數 | 台視首播日期  | 標題                                             |
| 1    | 2018年4月15日 | 噓！三明治女孩不可告人的秘密……                   |
| 2    | 2018年4月22日 | 歡迎搭乘瘋狂職場之身不由己咖啡杯                 |
| 3    | 2018年4月29日 | 職場無間道，你是好人還是壞人？                   |
| 4    | 2018年5月6日  | 雲霄飛車震撼後的全面升級                         |
| 5    | 2018年5月13日 | 那些比拼命工作更重要的事                         |
| 6    | 2018年5月20日 | 你非懂不可的職場生存術                           |
| 7    | 2018年5月27日 | 行走職場的必要之惡                               |
| 8    | 2018年6月3日  | 不要討厭你的對手，因為競爭就是前進的動力         |
| 9    | 2018年6月10日 | 職場濫好人必修 說「不」的勇氣！                  |
| 10   | 2018年6月17日 | 辦公室戀情果然是職場大忌？！                     |
| 11   | 2018年6月24日 | 職場莫非定律—高興得越早，結局越出乎意料          |
| 12   | 2018年7月1日  | 辦公室戀情想要公私分明，就跟吃宵夜不想發胖一樣難 |
| 13   | 2018年7月8日  | 關於明天的事，我們後天總會知道的                 |
| 14   | 2018年7月15日 | 什麼才是理想上司的必要條件？！                   |
| 15   | 2018年7月22日 | 身不由己三明治，其實，我們都一樣。               |
| 16   | 2018年7月29日 | 終點，也會是另一段旅程的起點。                   |
| 17   | 2018年8月5日  | 夢想這條路，跪著也要走完                         |
| 18   | 2018年8月12日 | 不只是女孩，只要你想，都可以為自己的人生逆襲。   |

## 收視率

### 台視週日首播收視率
| 臺灣 臺灣電視台 首播收视率 （AC尼爾森） |               |        |      | |
| 集數                                    | 播出日期      | 收视率 | 排名 | 備註 |
| 1                                       | 2018年4月15日 | 0.83   | 2    | 同時段民視收視率0.92 有效平均收視0.84 25歲以上觀眾收視0.92 45-54歲女性觀眾收視1.83 家庭主婦觀眾收視1.72 15-24歲女性觀眾收視1.20 |
| 2                                       | 2018年4月22日 | 0.92   | 1    | 25歲以上觀眾收視1.04 |
| 3                                       | 2018年4月29日 | 1.20   | 1    | 幕後花絮《三明治女孩@不加班Party》收視率0.77 有效平均收視1.37 25-34歲觀眾收視2.17                                               |
| 4                                       | 2018年5月6日  | 1.05   | 1    | 15-24歲觀眾收視0.77 |
| 5                                       | 2018年5月13日 | 1.09   | 1    | 15-24歲觀眾收視0.80 |
| 6                                       | 2018年5月20日 | 0.91   | 1    | |
| 7                                       | 2018年5月27日 | 1.08   | 1    | 15-24歲觀眾收視1.00 25歲以上觀眾收視1.19                                                                                        |
| 8                                       | 2018年6月3日  | 1.20   | 1    | 15-24歲觀眾收視0.80 幕後花絮《三明治女孩@不加班Party》收視率0.81                                                                |
| 9                                       | 2018年6月10日 | 1.29   | 1    | 有效平均收視1.48 45-54歲男性觀眾收視2.12 45-54歲女性觀眾收視2.08 上班族女性觀眾族群收視1.76                                     |
| 10                                      | 2018年6月17日 | 1.54   | 1    | 幕後花絮《三明治女孩@不加班Party》收視率0.98                                                                                    |
| 11                                      | 2018年6月24日 | 1.26   | 1    | |
| 12                                      | 2018年7月1日  | 1.31   | 2    | 15-24歲觀眾收視1.18 |
| 13                                      | 2018年7月8日  | 1.56   | 1    | 幕後花絮《三明治女孩@不加班Party》收視率0.89 有效平均收視1.58 15至24歲女性、45至54歲男性族群收視2.76 女性工作族群收視2.12       |
| 14                                      | 2018年7月15日 | 1.20   | 1    | |
| 15                                      | 2018年7月22日 | 1.37   | 1    | |
| 16                                      | 2018年7月29日 | 1.46   | 1    | |
| 17                                      | 2018年8月5日  | 1.21   | 1    | |
| 18                                      | 2018年8月12日 | 1.55   | 1    | 最終回 |
| 平均收視率                              | 平均收視率    | 1.22   | -    | - |

1. 同时段或交叉时段主要节目：
  - 東森綜合台《高塔公主》 ／《愛的3.14159》
  - 三立台灣台《超級紅人榜》
  - 民視無線台《微笑。淚》／《薛丁格的貓》／《他們在畢業的前一天爆炸》／《白袍下的高跟鞋》／《比利時賽鴿基金》／《失業陣線聯盟》 ／《海豬仔》 ／《關老爺》
  - 中視《中國新歌聲》／《天籟之戰》
  - 華視《華視金選劇場》／《世足看華視》
2. 数据由AGB尼爾森調查，調查範圍是四歲以上收看電視之觀眾。
3. 資料來源：台灣-偶像劇場、凱絡媒體週報。

## 製作團隊
- 導演：郝心翔
- 總監：楊秋蘭、王淑娟
- 監製：林知秦
- 助理監製：曾齡萱、詹宜樺
- 製作人：楊鴻志、羅智育、郝心翔
- 企劃：游芳瑄
- 編劇統籌：
  - 葉瀞嬬（第1-4集）
  - 葉瀞嬬、陳潔瑩（第5集）
  - 陳潔瑩（第6-18集）
- 協力編劇：
  - 林蓓萱（第1-4集）
  - 林蓓萱、黃宣穎（第5集）
  - 黃宣穎（第6-18集）
- 製作公司：三立電視、大川大立數位影音股份有限公司
- 故事原創：華人創作股份有限公司
- 冠名贊助
  - 台視：EASY SHOP
  - 三立都會台：LEGERE蘭吉兒素顏霜
  - Vidol影音：Footer除臭襪
  - 三立都會台（華八）：TT波特嫚面膜（第1-3集、第5集-第14集、第16-19集、第21-22集、第24集、第26集）
  - Vidol影音（華八）：TT波特嫚面膜（第1-3集、第5-19集、第21-26集）

## 大事記

### 2018年
- 3月13日，《三明治女孩的逆襲》開鏡，並舉行男女主角卡司發布會。
- 3月21日，《三明治女孩的逆襲》舉行第二波卡司發布會。
- 3月31日，《三明治女孩的逆襲》釋出第一篇前導預告-海闊天空篇。
- 4月3日，《三明治女孩的逆襲》釋出第二篇前導預告-三明治成份篇。
- 4月9日，《三明治女孩的逆襲》於台中Tosuto Sandwich吐舌頭三明治店舉行三明治店開幕快閃活動。
- 4月10日，《三明治女孩的逆襲》釋出第一篇劇情預告-挖洞篇。
- 4月12日，台視舉行首映會，並於台北捷運市政府站舉行發送三明治活動。
- 4月13日，《三明治女孩的逆襲》釋出第二篇劇情預告-角力篇。
- 4月15日，台視主頻首播。
- 4月21日，三立都會台播出，並於台中中友百貨舉行見面會。
- 7月23日，全劇殺青。
- 7月25日，男女主角於完全娛樂進行粉絲許願池直播。
- 7月27日，舉行殺青宴。
- 7月29日，男女主角於新莊棒球場為富邦悍將主場開球。
- 8月11日，於三立電視舉行台北場售票見面會，並與《高校英雄傳》舉辦交接記者會。[14]。
- 8月12日，台視主頻播出最終回。
- 8月18日，三立都會台播出最終回。

## 拍攝場景
- 公主遊輪 盛世公主號[15]

### 台中市
- 西區 TOSUTO SANDWICH[16]
- 西區 IN BAR
- 西區 茄苳梅川綠園道
- 西區 愛麗斯國際大飯店
- 西區 孩子國蒙特梭利幼兒園
- 西區 Bambino童裝
- 東區 Somewhere某處
- 東區 洞穴The Cave
- 東區 蕾芙蕊餐廳
- 北區 中友百貨
- 北區 向上基金會臺中光音育幼院
- 中區 臺中市公有第二零售市場
- 中區 柳川水岸景觀步道
- 北屯區 海天橋
- 西屯區 老虎城購物中心
- 西屯區 奇樂廣場
- 西屯區 環中夜市
- 西屯區 世貿公園
- 西屯區 新市政公園
- 西屯區 米平方商場
- 西屯區 Hide&Seek
- 西屯區 梨子咖啡館
- 西屯區 席樂法式料理
- 西屯區 臺中市政府
- 西屯區 臺中國家歌劇院
- 西屯區 科技部中部科學工業園區管理局
- 西屯區 遠雄金融中心10樓-3 拉斐茲股份有限公司總部[17][18]
- 南屯區 豐邑A8市政核心
- 南屯區 三商美邦人壽文心大樓
- 南屯區 黎明新村站[19]
- 南屯區 雙橡園V1特區
- 南屯區 嶺東科技大學
- 沙鹿區 沙鹿夢想街[20]
- 沙鹿區臺中國際機場
- 大肚區 大肚藍色公路
- 龍井區 綠朵休閒農場
- 烏日區 清新溫泉渡假飯店
- 太平區 長安醫院
- 太平區 坪林森林公園
- 清水區 鰲峰山
- 霧峰區 霧峰高爾夫球場

### 彰化縣
- 彰化市 八卦山大佛
- 花壇鄉 阿爸的手工餅

### 南投縣
- 魚池鄉 九樹森林創意旅居[21]

## 相關商品
- 《三明治女孩的逆襲 原創小說》
  - 作者：宋禹論、何沫洋、廣夏工作室、三立電視
  - 出版社：台灣角川
  - 出版日期：2018年7月12日
  - ISBN 9789575642860

- 《三明治女孩的逆襲 不加班|MEMO語錄》
  - 與原創小說一同販售及出版

- 《三明治女孩的逆襲寫真誌》
  - 作者：三立電視
  - 出版社：閣林文創
  - 出版日期：2018年7月18日
  - ISBN 9789862927755

## 外部連結
- 官方网站－台視
- 官方网站－三立
- 三立華劇的Facebook專頁
- 三立華劇的Instagram帳戶
- 三明治女孩的逆襲（页面存档备份，存于）－LINE TV
- 三明治女孩的逆襲（页面存档备份，存于）－愛奇藝

## 作品的變遷
| 臺灣 台視主頻 每週日 22:00－23:30                                   | 臺灣 台視主頻 每週日 22:00－23:30                          | 臺灣 台視主頻 每週日 22:00－23:30                    |
| ------------------------------------------------------------------- | ---------------------------------------------------------- | ---------------------------------------------------- |
|                                                                     | 三明治女孩的逆襲 （2018年4月15日－2018年8月12日）          |                                                      |
| 已讀不回的戀人 （2017年12月10日－2018年4月8日）                     | 高校英雄傳 （2018年8月19日－2018年12月2日）                |                                                      |
| 每週一至週五22:00－24:00 9月28日 23:00－24:00 10月18日 22:00－23:00 |                                                            |                                                      |
| 愛上兩個我(重播) （2021年9月6日－2021年9月28日)                     | 三明治女孩的逆襲（重播） （2021年9月28日－2021年10月18日） | 你有念大學嗎？(重播) (2021年10月18日－2021年11月5日) |

| 臺灣 三立都會台 每週六 22:00－23:30                                     | 臺灣 三立都會台 每週六 22:00－23:30                       | 臺灣 三立都會台 每週六 22:00－23:30                  |
| ----------------------------------------------------------------------- | --------------------------------------------------------- | ---------------------------------------------------- |
|                                                                         | 三明治女孩的逆襲 （2018年4月21日－2018年8月18日）         |                                                      |
| 已讀不回的戀人 （2017年12月16日－2018年4月14日）                        | 高校英雄傳 （2018年8月25日－2018年12月8日）               |                                                      |
| 每週五 22:00－23:30                                                     |                                                           |                                                      |
| 姊的時代 （2018年1月12日－2018年4月13日）我在姊的時代 （2018年4月20日） | 三明治女孩的逆襲（重播） （2018年4月27日－2018年8月24日） | 高校英雄傳（重播） （2018年8月31日－2018年12月14日） |
| 每週一至週五 20:00 - 21:00                                              |                                                           |                                                      |
| 必勝大丈夫 （2019年1月8日－2019年3月12日）                              | 三明治女孩的逆襲（重播） （2019年3月13日－2019年4月17日） | 女人30（重播） （2019年4月18日－2019年7月29日）      |

| 臺灣 三立綜合台 每週五 22:00－23:30         | 臺灣 三立綜合台 每週五 22:00－23:30                       | 臺灣 三立綜合台 每週五 22:00－23:30             |
| ------------------------------------------- | --------------------------------------------------------- | ----------------------------------------------- |
|                                             | 三明治女孩的逆襲 （2018年6月8日－2018年9月21日）          |                                                 |
| 姊的時代 （2018年3月9日－2018年6月1日）     | 高校英雄傳 （2018年9月28日－2019年1月11日）               |                                                 |
| 每週一至週五 20:00 - 21:00                  |                                                           |                                                 |
| 必勝大丈夫 （2019年3月15日－2019年5月10日） | 三明治女孩的逆襲（重播） （2019年5月13日－2019年6月19日） | 女人30（重播） （2019年6月20日－2019年10月8日） |

| 香港 無綫網絡電視華語劇台 每週六 13:00－14:30  | 香港 無綫網絡電視華語劇台 每週六 13:00－14:30     | 香港 無綫網絡電視華語劇台 每週六 13:00－14:30 |
| ---------------------------------------------- | ------------------------------------------------- | --------------------------------------------- |
|                                                | 三明治女孩的逆襲 （2018年5月26日－2018年9月22日） |                                               |
| 已讀不回的戀人 （2018年2月3日－2018年5月19日） | 同樂會 （2018年9月29日－2018年10月27日）          |                                               |

| 新加坡 HUB都會台 每週日 22:00－23:30 · 2019年4月15日因直播《第37届香港电影金像奖》，暂停播映一次 | 新加坡 HUB都會台 每週日 22:00－23:30 · 2019年4月15日因直播《第37届香港电影金像奖》，暂停播映一次 | 新加坡 HUB都會台 每週日 22:00－23:30 · 2019年4月15日因直播《第37届香港电影金像奖》，暂停播映一次 |
| ------------------------------------------------------------------------------------------------ | ------------------------------------------------------------------------------------------------ | ------------------------------------------------------------------------------------------------ |
|                                                                                                  | 三明治女孩的逆襲 （2019年3月17日－2019年7月14日）                                                |                                                                                                  |
| 一千零一夜 （2018年9月30日－2019年3月10日）                                                      | 前男友不是人 （2019年7月21日-10月13日）                                                          |                                                                                                  |

| 马来西亚 Astro雙星、Astro雙星HD 每日 17:00 - 18:00 | 马来西亚 Astro雙星、Astro雙星HD 每日 17:00 - 18:00 | 马来西亚 Astro雙星、Astro雙星HD 每日 17:00 - 18:00 |
| -------------------------------------------------- | -------------------------------------------------- | -------------------------------------------------- |
|                                                    | 三明治女孩的逆襲 （2019年9月30日－2019年10月27日） |                                                    |
| 河神 （2019年9月6日－2019年9月29日）               | 初恋那件小事 （2019年10月28日－2019年12月2日）     |                                                    |

| 三立國際台 每周六晚上22:00 - 24:00               | 三立國際台 每周六晚上22:00 - 24:00                | 三立國際台 每周六晚上22:00 - 24:00 |
| ------------------------------------------------ | ------------------------------------------------- | ---------------------------------- |
|                                                  | 三明治女孩的逆襲 （2021年12月25日－2022年4月2日） |                                    |
| 已讀不回的戀人 （2021年9月25日－2021年12月25日） | 高校英雄傳 （2022年4月2日－）                     |                                    |